# Гай Сабуций Майор Цецилиан
Гай Сабуций Майор Цецилиан (на латински: Gaius Sabucius Maior Caecilianus) e политик и сенатор на Римската империя през 2 век.
През 186 г. Цецилиан е суфектконсул заедно с Валерий Сенецион.